# Tiberius Sempronius Gracchus (Augur)
Tiberius Sempronius Gracchus (* um 219 v. Chr.; † 174 v. Chr.) war ein im späten 3. und frühen 2. Jahrhundert v. Chr. lebender Priester der Römischen Republik.
Gracchus gehörte der römischen Adelsfamilie der Sempronier an. Vermutlich war er ein Sohn des gleichnamigen Konsuls, der 212 v. Chr. fiel. Er wurde, wahrscheinlich sofort nach Anlegung der toga virilis, bereits als sehr junger Mann im Jahr 204 v. Chr. zum Augur gewählt. Da er in der Folge erst wieder anlässlich seines Todes erwähnt wird, dürfte er entweder aus gesundheitlichen Gründen keine politische Karriere eingeschlagen oder nur die untersten Stufen des cursus honorum erreicht haben, als er 174 v. Chr. an einer Seuche starb. In seinem Auguren-Amt wurde er durch Titus Veturius Gracchus Sempronianus ersetzt.